# فورست مک‌نیر
فورست مک‌نیر (انگلیسی: Forest McNeir; ۱۶ اوت ۱۸۷۵ – ۹ مهٔ ۱۹۵۷) تیرانداز اهل ایالات متحده آمریکا بود.
وی در مسابقات کشوری و بین‌المللی در مجموع برندهٔ ۱ مدال طلا شده‌است.